# Noémie Lvovsky
Noémie Lvovsky (Parigi, 14 dicembre 1964) è una regista, sceneggiatrice e attrice francese.

## Biografia
Attiva come sceneggiatrice e regista dai primi anni novanta, esordisce alla regia di un lungometraggio nel 1994 con Oublie-moi, interpretato da Valeria Bruni Tedeschi ed Emmanuelle Devos. Con la sua opera seconda, La vie ne me fait pas peur (1999), vince il Pardo d'argento al Festival di Locarno e il Premio Jean Vigo.
A partire da Mia moglie è un'attrice, diretto da Yvan Attal, intraprende anche una fortunata carriera di attrice, che la rende presenza fissa ai Premi César, con cinque candidature come migliore attrice non protagonista in dieci anni, esattamente ad edizioni alterne.
Nel 2003 realizza I sentimenti (Les Sentiments), interpretato da Nathalie Baye e Jean-Pierre Bacri, che viene presentato in concorso alla Mostra del cinema di Venezia, raccoglie quattro candidature ai César, compresa quella per il miglior film,  e vince il Premio Louis-Delluc.
Nel 2012 per la prima volta è anche interprete, protagonista, di un film da lei scritto e diretto, la commedia fantastica Camille redouble, che racconta di una donna adulta proiettata indietro nella propria adolescenza (tema già ampiamente esplorato dal cinema hollywoodiano, in particolare da Peggy Sue si è sposata di Francis Ford Coppola). Il film è presentato con successo nella Quinzaine des Réalisateurs del Festival di Cannes 2012 (Premio SACD) e al Festival di Locarno (Premio Variety Piazza Grande) e ottiene addirittura tredici candidature ai Premi César 2013, comprese tre personali per la Lvovsky (miglior regista, migliore sceneggiatura originale e migliore attrice), sopravanzando film ben più quotati.

## Riconoscimenti
- Premi César 2002
  - Candidatura come migliore attrice non protagonista per Mia moglie è un'attrice
- Premi César 2006
  - Candidatura come migliore attrice non protagonista per Backstage
- Premi César 2008
  - Candidatura come migliore attrice non protagonista per Actrices
- Premi César 2010
  - Candidatura come migliore attrice non protagonista per Il primo bacio
- Premi César 2012
  - Candidatura come migliore attrice non protagonista per L'Apollonide - Souvenirs de la maison close
- Premi César 2013
  - Candidatura come miglior regista per Camille redouble
  - Candidatura per la migliore sceneggiatura originale per Camille redouble
  - Candidatura come migliore attrice protagonista per Camille redouble

## Filmografia

### Regista

#### Cortometraggi
- La Belle (1986)
- Une visite (1987)
- Dis-moi oui, dis-moi non (1989)
- Embrasse-moi (1990)

#### Lungometraggi
- Oublie-moi (1994)
- Les Années lycée: Petites (1997) (TV)
- La vie ne me fait pas peur (1999)
- I sentimenti (Les Sentiments) (2003)
- Faut que ça danse! (2007)
- Camille redouble (2012)

### Sceneggiatrice
Anche regista, ove non indicato.
- Dis-moi oui, dis-moi non (1989) - cortometraggio
- Embrasse-moi (1990) - cortometraggio
- La Sentinelle, regia di Arnaud Desplechin (1992)
- Oublie-moi (1994)
- Le Cœur fantôme, regia di Philippe Garrel (1996)
- Clubbed to Death (Lola), regia di Yolande Zauberman (1996)
- Les Années lycée: Petites (1997) (TV)
- La vie ne me fait pas peur (1999)
- I sentimenti (Les Sentiments) (2003)
- È più facile per un cammello... (Il est plus facile pour un chameau...), regia di Valeria Bruni Tedeschi (2003)
- Actrices, regia di Valeria Bruni Tedeschi (2007)
- Faut que ça danse! (2007)
- Camille redouble (2012)
- I villeggianti (Les Estivants), regia di Valeria Bruni Tedeschi (2018)
- Forever Young - Les Amandiers (Les Amandiers), regia di Valeria Bruni Tedeschi (2022)

### Attrice
- Mia moglie è un'attrice (Ma femme est une actrice), regia di Yvan Attal (2001)
- Ah! Se fossi ricco (Ah! Si j'étais riche), regia di Gérard Bitton e Michel Munz (2002)
- France Boutique, regia di Tonie Marshall (2003)
- Illustre inconnue, regia di Marc Fitoussi (2004) - cortometraggio
- I re e la regina (Rois et reine), regia di Arnaud Desplechin (2004)
- L'un reste, l'autre part, regia di Claude Berri (2005)
- Backstage, regia di Emmanuelle Bercot (2005)
- Il grande appartamento (Le Grand Appartement), regia di Pascal Thomas (2006)
- L’École pour tous, regia di Éric Rochant (2006)
- Actrices, regia di Valeria Bruni Tedeschi (2007)
- Un cœur simple, regia di Marion Laine (2007)
- L'Endroit idéal, regia di Brigitte Sy (2008)
- Coco, regia di Gad Elmaleh (2009)
- Il primo bacio (Les Beaux Gosses), regia di Riad Sattouf (2009)
- À deux c'est plus facile, regia di Emilie Deleuze (2009) (TV)
- Noi, insieme, adesso - Bus Palladium (Bus Palladium), regia di Christopher Thompson (2010)
- Ensemble nous allons vivre une très, très grande histoire d'amour..., regia di Pascal Thomas (2010)
- Copacabana, regia di Marc Fitoussi (2010)
- Les Mains libres, regia di Brigitte Sy (2010)
- Bouquet final, regia di Josée Dayan (2011) (TV)
- 17 ragazze (17 filles), regia di Delphine e Muriel Coulin (2011)
- L'Apollonide - Souvenirs de la maison close, regia di Bertrand Bonello (2011)
- Présumé Coupable, regia di Vincent Garenq (2011)
- Le Skylab, regia di Julie Delpy (2011)
- Les Adieux à la Reine, regia di Benoît Jacquot (2012)
- À moi seule, regia di Frédéric Videau (2012)
- Adieu Berthe, regia di Bruno Podalydès (2012)
- Camille redouble (2012) - anche regia
- Comme un avion, regia di Bruno Podalydès (2015)
- Mister Chocolat (Chocolat), regia di Roschdy Zem (2016)
- I villeggianti (Les Estivants), regia di Valeria Bruni Tedeschi (2018)
- Le invisibili (Les Invisibles), regia di Louis-Julien Petit (2018)
- Donne di mondo (Filles de joie), regia di Frédéric Fonteyne e Anne Paulicevich (2020)
- La brava moglie (La Bonne Épouse), regia di Martin Provost (2020)
- L'innamorato, l'arabo e la passeggiatrice (Viens je t'emmène), regia di Alain Guiraudie (2022)
- Le vele scarlatte (L'Envol), regia di Pietro Marcello (2022)
- Jeanne du Barry - La favorita del re (Jeanne du Barry), regia di Maïwenn (2023)
- Nice Girls, regia di Noémie Saglio (2024)

## Doppiatrici italiane
- Franca D'Amato in I villeggianti, Le vele scarlatte
- Antonella Giannini ne La brava moglie
- Roberta Pellini in 17 ragazze
- Silvia Pepitoni in Mia moglie è un'attrice
- Giovanna Rapattoni in Addio, mia regina
- Antonella Rinaldi in Il primo bacio
- Emanuela Rossi in L'innamorato, l'arabo e la passeggiatrice
- Marina Tagliaferri ne Le invisibili
- Angiola Baggi in Jeanne du Barry - La favorita del re
- Emanuela Baroni in Nice Girls